# City Gate (Valletta)

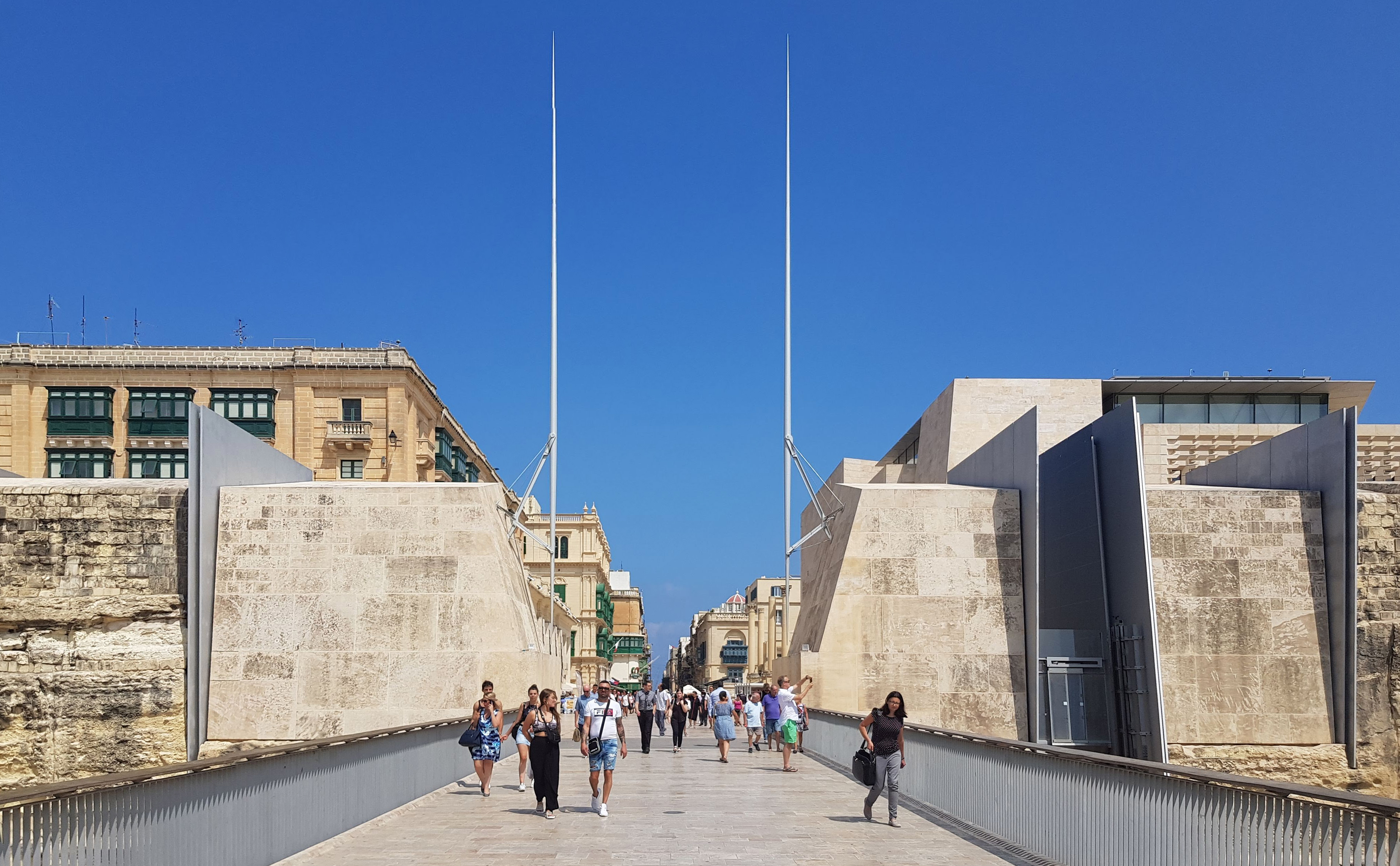
City Gate

City Gate – auch  bekannt als Putirjal in maltesischer Sprache (aus dem Italienischen Porta Reale) – ist der Haupteingang zu Maltas Hauptstadt, Valletta, einem UNESCO-Weltkulturerbe. Es wird mundartlich Bieb il-Belt genannt, „Tor der Stadt“.